# Tresor
Tresor es un club nocturno de techno en Berlín. De origen underground, hoy es considerado como uno de los clubs más icónicos en la cultura techno. Además posee su propio sello discográfico homónimo. En alemán, tresor significa «caja fuerte».

## Historia

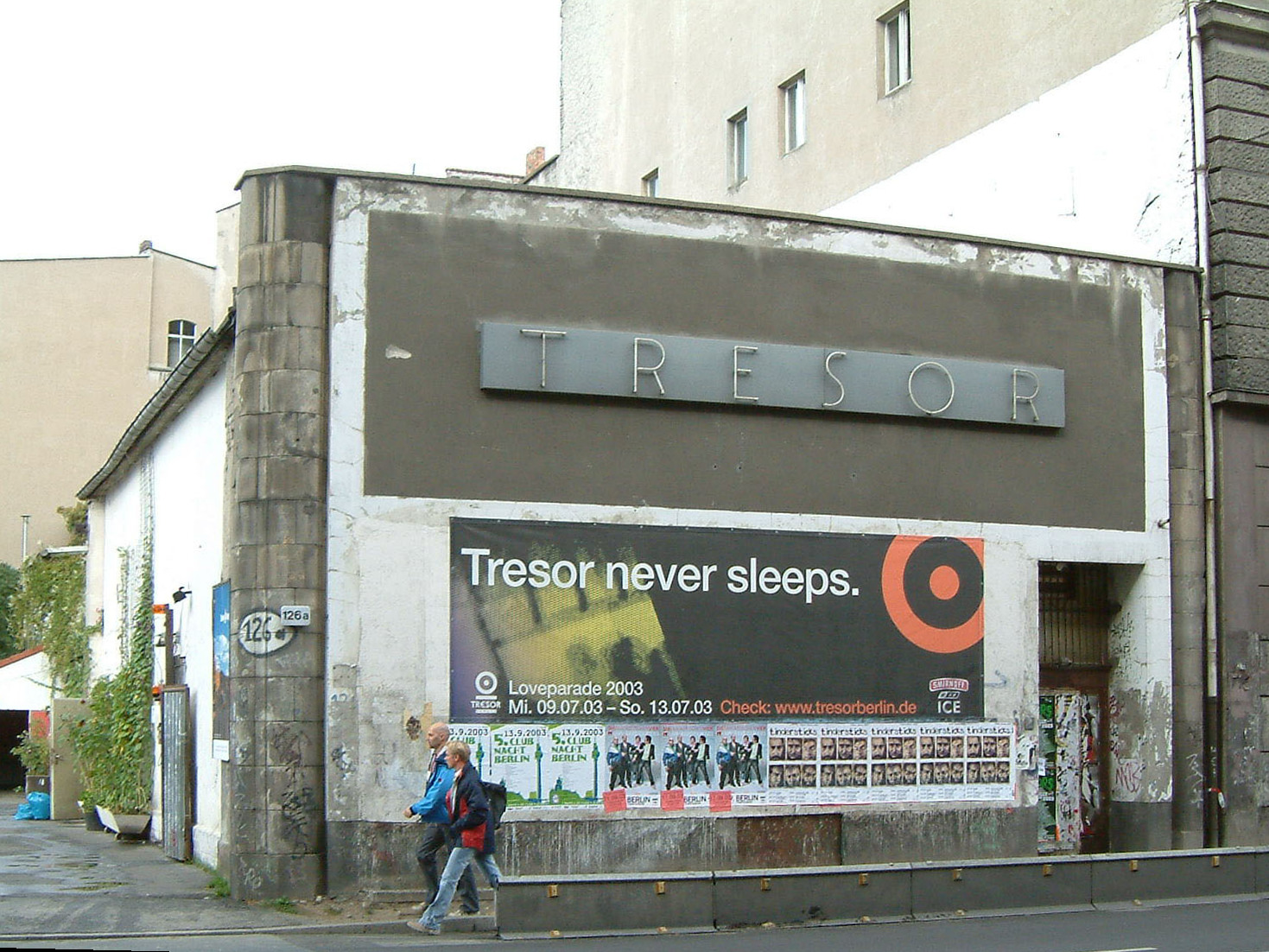
Ubicación original en Leipziger Straße (2003)

El club fue fundado en marzo de 1991 en las bóvedas de los antiguos grandes almacenes Wertheim en Leipziger Strasse 126-128 en Berlín-Mitte, la parte central de Berlín Este, al lado de la Potsdamer Platz. La historia del club se remonta a 1988 cuando el sello de música electrónica Interfisch abrió el Ufo Club en Berlín. Ufo fue el centro original de la movida techno de Berlín, pero debido a problemas financieros que el club cerró en 1990.
Tras el cierre de Ufo, el director de Interfisch, Dimitri Hegemann, y algunos inversores en el club encontraron el nuevo espacio en Berlín Este. Fue un momento ventajoso, ya que solo pasaron unos meses antes de que Alemania se unificara. Las bóvedas debajo de los grandes almacenes Wertheim demostraron ser el lugar perfecto para un club, y Tresor se convirtió rápidamente en un lugar popular de la capital alemana. El club se ha expandido y reconstruido varias veces, para incluir un área de jardín al aire libre y una nueva sala, "Globus", en el segundo piso. Mientras que en el piso de abajo sonaba específicamente música tecno, industrial y ácida, mientras que Globus presentaba principalmente un sonido house más suave. El sello discográfico Tresor Records se fundó poco después de la apertura del club, en octubre de 1991. Los artistas destacados en el sello incluyen Jeff Mills, Blake Baxter, Juan Atkins, Robert Hood, Stewart Walker, Joey Beltram, DJ Surgeon, Pacou, Cristian Vogel y muchos otros.
En 2004 se lanzó el documental Tresor Berlin: The Vault & the Electronic Frontier, dirigido por Mike Andrawis, presenta entrevistas con Hegemann, Carola Stoiber y DJs y artistas asociados con el club y el sello. La película cubre el período desde la participación de Hegemann con los clubes Fishladen y UFO en Berlín-Kreuzberg hasta los últimos meses antes del cierre de Tresor.
Tresor cerró el 16 de abril de 2005, después de varios años de alquiler prolongado a corto plazo. La ciudad vendió el terreno a un grupo de inversores para construir oficinas en la ubicación de Leipziger Straße. Estaba abierto para cada noche de abril de 2005, con el evento final que comenzaba el sábado por la noche con colas que se extendían hasta el final de la carretera, y aún continuaba el lunes por la mañana.
Tresor reabrió el 24 de mayo de 2007 en el tracto sur desmantelado de la central de energía Heizkraftwerk Berlin-Mitte en Köpenicker Straße.
Desde noviembre de 2019, el club tiene una filial en la ciudad de Dortmund llamada Tresor.West.